# الريحية
الريحية هي قرية فلسطينية تقع في جنوب الضفة الغربية، وتتبع محافظة الخليل.

## سبب التسمية
الريحية قرية كنعانية يعود تاريخها إلى العصور الكنعانية القديمة، وقد سُمِّيت بهذا الاسم نسبةً إلى مالكها السابق، الملك ريحان.

## الجغرافيا
تقع قرية الريحية بمحافظة الخليل، على بعد 10 كم جنوب مدينة الخليل، وترتفع عن سطح البحر حوالي 785 م، وتبلغ مساحتها الكلية 2,655 دونمًا، ومساحة المنطقة المبنية فيها 200 دونم، وتحيط بها أراضي يطا، ودورا والخليل.

## السكان
يبلغ عدد سكان القرية 3408 نسمة حسب تقديرات الجهاز المركزي للإحصاء الفلسطيني للعام 2004. وتعتمد القرية للتزود بالمياه على آبار جمع مياه الأمطار.

## تاريخها

### الفترة العثمانية
تشير الروايات الشفوية إلى أن الريحية تأسست بعد القرن السادس عشر. يُرجَّح أن القرية نشأت في القرن التاسع عشر، حيث أسسها أكراد من طوباس كانوا يرعون ماشيتهم في المنطقة المحيطة. وقبل إنشاء القرية، كانوا يقيمون في كهوف مجاورة. حيث زار المستكشف الفرنسي فيكتور غيران المكان عام 1863، وأطلق عليه اسم خربة الحرايق، حيث كان الفلاحون المحليون يسكنون في مخازن قديمة تحت الأرض. وفي عام 1883، وصفها مسح صندوق استكشاف فلسطين لغرب فلسطين بأنها "أطلال كبيرة تحتوي على كهوف وصهاريج، وتبدو كموقع أثري قديم".

### فترة الانتداب البريطاني
وفقًا لتعداد فلسطين الذي أجرته سلطات الانتداب البريطاني عام 1922، بلغ عدد سكان الريحية 231 نسمة، جميعهم من المسلمين. وارتفع هذا العدد قليلًا في تعداد عام 1931 ليصل إلى 243 مسلمًا، كانوا يقيمون في 38 منزلًا مأهولًا. وفي إحصائيات عام 1945، بلغ عدد سكان الريحية 330 مسلمًا، وامتلكوا ما مجموعه 2,659 دونمًا من الأراضي، وفقًا لمسح رسمي للأراضي والسكان. من هذه الأراضي، كان 136 دونمًا مخصصة للبساتين والأراضي القابلة للري، و1,093 دونمًا مستخدمة لزراعة الحبوب، في حين بلغت مساحة الأراضي المبنية (العمرانية) 25 دونمًا.

### الحكم الأردني
بعد نكبة عام 1948 واتفاقيات الهدنة لعام 1949، خضعت الريحية للحكم الأردني، وتم ضمها رسميًا إلى الأردن عام 1950. وفي تعداد عام 1961، بلغ عدد سكان الريحية 555 نسمة.

### ما بعد عام 1967
منذ حرب الأيام الستة عام 1967، تخضع الريحية للاحتلال الإسرائيلي.